# سوسيلو بامبانغ يودهويونو
سوسيلو بامبانج يودويونو (ولد في 9 سبتمبر 1949)، المعروف باسم إس بي واي، هو سياسي إندونيسي ورسام وجنرال متقاعد في الجيش شغل منصب الرئيس السادس لإندونيسيا من عام 2004 إلى عام 2014، وهو ثاني رئيس لإندونيسيا من خلفية عسكرية بعد سوهارتو. أسس الحزب الديمقراطي الإندونيسي، وشغل منصب الزعيم الرابع للحزب الديمقراطي من عام 2014 حتى عام 2020.
تتهمه جمعيات حقوق الإنسان بانتهاكات لحقوق الإنسان عندما كان قائدا للجيش وقد قام بزيارة إلى تيمور الشرقية من أجل المصالحة عن الماضي الاستعماري والأحداث الدموية سنة 1999.
في وقت سابق من حياته المهنية، شغل منصبي الوزير الثامن والعاشر المنسق للشؤون السياسية والأمنية في إندونيسيا، حيث خدم من عام 2000 إلى عام 2001 ومرة أخرى من عام 2001 إلى عام 2004. وعلى الصعيد الدولي، كان نشطًا كرئيس للجمعية ورئيس مجلس معهد النمو الأخضر العالمي. كما شغل منصب رئيس رابطة دول جنوب شرق آسيا (آسيان) خلال استضافة إندونيسيا للقمتين الثامنة عشرة والتاسعة عشرة لرابطة دول جنوب شرق آسيا.
فاز يودويونو في الانتخابات الرئاسية التي جرت عام 2004 ـ وهي أول انتخابات رئاسية مباشرة في إندونيسيا، متغلباً آنذاك على الرئيسة ميغاواتي سوكارنوبوتري. وأدى اليمين الدستورية في 20 أكتوبر 2004، إلى جانب محمد يوسف كالا نائباً للرئيس. ثم ترشح لإعادة انتخابه في عام 2009 مع بويديونو كنائب له، وفاز بأغلبية الأصوات في الجولة الأولى من الاقتراع؛ ثم أدى اليمين الدستورية لولاية ثانية في 20 أكتوبر 2009.
خلال فترة ولايته كرئيس، شاركت إندونيسيا في العديد من بعثات السلام العالمية، سواء على المستوى الوطني أو الدولي. نجح يودويونو في التفاوض على صفقة أنهت تمرد آتشيه، وهو التمرد الذي استمر من عام 1976 إلى عام 2005. ونتيجة لذلك منح لقب «أبو السلام».
حصل يودويونو على جائزة الإنجازات مدى الحياة (أبطال الأرض) عام 2014.

## الإسم
اسم سوسيلو بامبانغ يودويونو ذو أصول جاوية، وله جذور سنسكريتية. وهو مشتق من الكلمتين سو- التي تعني «حسن»، و-سيلا التي تعني «السلوك، أو التعامل، أو الأخلاق». بامبانغ هو اسم ذكوري تقليدي باللغة الجاوية ويعني «الفارس». وكلمة يودويونو مشتقة من كلمة يودا، التي تعني «معركة، أو قتال»، ومن كلمة يانا وتعني «رحلة»، وبهذا يترجم اسم يودويونو بالكامل تقريبًا إلى «فارس ذو أخلاق حسنة في مهمة حربية».
اسم «يودويونو» ليس لقبًا موروثًا، لأن معظم الجاويين ليس لديهم لقب للعائلة مُلحق بأسمائهم. ولكنه اختاره اسمًا له على بطاقته التعريفية العسكرية، وهو الاسم الذي يُشار إليه به في الخارج. يستخدم أبناؤه وأحفاده اسم «يودويونو»، وفي الاجتماعات والاحتفالات العامة يخاطب باسم الدكتور يودويونو، وهو معروف على نطاق واسع في إندونيسيا باسم «إس. بي. واي».

## الحياة المبكرة والتعليم

### نشأته
وُلِد سوسيلو بامبانج يودويونو في 9 سبتمبر 1949 في تريماس، وهي قرية في أرجوساري، مقاطعة باسيتان، جاوة الشرقية، لعائلة من الطبقة المتوسطة الدنيا. كان والده رجلاً جاويًا يُدعى رادين سويكوتجو (1925 - 4 أغسطس 2001)، والذي يعود نسبه إلى هامينجكوبونو الثاني، بينما كانت والدته امرأة جاوية تُدعى سيتي حبيبة (30 يونيو 1932 - 30 أغسطس 2019).

### الخدمة العسكرية

#### الأكاديمية العسكرية
أمضى يودويونو ثلاث سنوات في الأكاديمية العسكرية الإندونيسية إيه. كي. إيه. بي. آر. آي. وأصبح هناك قائد فرقة الأغرار. تخرج من الأكاديمية ملازم ثان عام 1973، وبكونه أفضل خريج لذلك العام، حصل على ميدالية أدي ماكاياسا الرفيعة من الرئيس سوهارتو.

#### كوستراد
بعد التخرج، انضم يودويونو إلى الجيش الاحتياطي الاستراتيجي (كوستراد) وأصبح قائد فصيلة في الكتيبة 330 للقفز المظلي. إلى جانب قيادة قواته، كُلف يودويونو أيضًا بإعطاء جنود الكتيبة دروسًا في الثقافة العامة واللغة الإنجليزية. كان إتقان يودويونو للغة الإنجليزية أحد أسباب إرساله إلى الولايات المتحدة الأمريكية من أجل إجراء دورات في القفز المظلي والقتال المباشر في فورت بينينغ عام 1975.
عاد يودويونو إلى إندونيسيا عام 1976، حيث أصبح قائد فصيلة في الكتيبة 305، وعُين في تيمور الشرقية التي تحتلها إندونيسيا. نفذ يودويونو عدة جولات أثناء الخدمة، وكما العديد من الضباط الإندونيسيين المشاركين في احتلال تيمور الشرقية، وجهت إلى يودويونو تهمة ارتكاب جرائم حرب ولكنه لم يُتهم بأي فعل محدد. أصبح يودويونو قائد فصيلة هاون عام 1977، ومدير عمليات في لواء قفز مظلي من 1977 حتى 1978، وقائد سرية في الكوستراد من 1979 حتى 1981. أمضى يودويونو عامي 1981 و1982 يعمل في مقر القيادة العامة للجيش.
أثناء عمله هناك، أُرسل يودويونو إلى الولايات المتحدة الأمريكية مرة أخرى، من أجل المشاركة في دورة ضباط المشاة المتقدمة في فورت بينينغ وفي التدريب مع الفرقة 82 للقفز المظلي. أمضى يودويونو بعض الوقت في بنما وذهب إلى مدرسة حرب الأدغال. عندما عاد يودويونو إلى إندونيسيا عام 1983، أصبح قائدًا لمدرسة مدربي المشاة. وبعد فترة وجيزة ذهب إلى الخارج مجددًا، وكانت هذه المرة إلى بلجيكا وألمانيا الغربية بهدف إجراء دورة في الأسلحة المضادة للدبابات. شارك يودويونو عام 1985 في دورة كتيبة المغاوير في ماليزيا.
وخدم يودويونو بين عامي 1986 و1988 في كودام التاسع/أودايانا المرابطة في بالي وجزر سوندا الصغرى. كان يودويونو قائد كتيبة من 1986 حتى 1988، وكان عضوًا في أركان العمليات عام 1988. وفي 1989، أصبح يودويونو محاضرًا في كلية أركان الجيش (سيسكود) وقدم عرضًا بعنوان «احترافية إيه. بي. آر. آي. بين الحاضر والمستقبل». ألف كتابًا بالتعاون مع آغوس ويراهاديكوسوما بعنوان «تحديات التنمية».
انتهز يودويونو الفرصة أثناء وجوده في كلية أركان الجيش (سيسكود) من أجل تعزيز تعليمه العسكري، وذهب إلى قيادة الجيش الأمريكي وقيادة الأركان العامة في فورت ليفنوورث في كنساس، وأثناء وجوده في الولايات المتحدة الأمريكية حصل على درجة الماجستير في إدارة الأعمال من جامعة ويبستر عام 1991.
وفي 1992، نُقل يودويونو إلى إدارة معلومات الجيش وعمل كاتب خطابات للجنرال إيدي سودراجات، رئيس أركان الجيش. وفي 1993، عندما أصبح إيدي سودراجات قائدًا للجيش الإندونيسي (إيه. بي. آر. آي.)، انضم يودويونو إلى طاقم إيدي الشخصي. لم يستمر إيدي طويلًا قائدًا للجيش، وأُعيد هو ويودويونو إلى كوستراد حيث أصبح قائد لواء. وبعد عام من ذلك، تولى يودويونو منصب مساعد العمليات في قيادة المنطقة العسكرية في جايا (جاكرتا) قبل توليه القيادة الرابعة/ قيادة منطقة ديبونيغورو العسكرية في جاوة الوسطى. أمضى يودويونو فترة أخرى في الخارج عندما أصبح كبير المراقبين العسكريين لإندونيسيا في قوة الأمم المتحدة لحفظ السلام في البوسنة بين عامي 1995 و1996.
عندما عاد يودويونو إلى إندونيسيا، عُين رئيسًا لأركان كودام جايا ثم عُين قائدًا لكودام الثاني/ سريويجايا. كان يودويونو مسؤولًا عن العمليات العسكرية جنوب سومطرة، وظل في هذا المنصب حتى 1997، عندما عُين رئيسًا لموظفي الشؤون الاجتماعية والسياسية، وفي الوقت نفسه عين رئيسًا لكتلة (إيه. بي. آر. آي.) في الدورة العامة للجمعية الاستشارية الشعبية، وشارك في انتخاب سوهارتو رئيسًا للبلاد لولاية سابعة.

### استقالة سوهارتو
خلال الأيام التي أدت إلى استقالة سوهارتو في مايو 1998، أجرى يودويونو وضباط إيه. بي. آر. آي. المؤيدين للإصلاح اجتماعات ومناقشات مع نورتشوليش مادجيد، زعيم مسلم علماني ومؤيد للإصلاح. خلال المناقشات، تقبل يودويونو حقيقة أن سوهارتو يجب أن يستقيل، ولكن ضباط (إيه. بي. آر. آي.) الذين رافقوه ترددوا في سحب دعمهم عن سوهارتو علنًا، فضلًا عن طلب الاستقالة من سوهارتو. مع ذلك، أصبح الضغط أكثر من اللازم على سوهارتو فاستقال في 21 مايو 1998.
مع دخول إندونيسيا عصر الإصلاح، كانت شعبية إيه. بي آر. آي في أدنى مستوياتها على الإطلاق، وذلك بسبب ارتباطها بسوهارتو. وبهدف التقليل من أهمية الدور السياسي الذي تلعبه إيه. بي. آر. آي.، تغير اسم منصب يودويونو من رئيس أركان الشؤون الاجتماعية والسياسية إلى رئيس أركان الشؤون الإقليمية عام 1999. وسميت إيه. بي. آر. آي. باسم تي. إن. آي. وقُسمت الشرطة الوطنية الإندونيسية (بولري). في ذلك الوقت، بدأت شعبية يودويونو في الازدياد لأنه قدم أفكارًا ومفاهيمًا لإصلاح الجيش والأمة، من خلال الجمع بين المشاعر الإصلاحية القوية في ذلك الوقت مع اهتمام تي. إن. آي. بالأمن والاستقرار. وبسبب تعليمه العالي (أنهى درجة الدكتوراه أثناء الانتخابات الرئاسية)، ومناوراته المخطط لها جيدًا، أصبح يودويونو معروفًا باسم «الجنرال المفكر».

## روابط خارجية
- سوسيلو بامبانغ يودهويونو على موقع IMDb (الإنجليزية)
- سوسيلو بامبانغ يودهويونو على موقع الموسوعة البريطانية (الإنجليزية)
- سوسيلو بامبانغ يودهويونو على موقع مونزينجر (الألمانية)
- سوسيلو بامبانغ يودهويونو على موقع إن إن دي بي (الإنجليزية)